# Pseudonupserha mediovittata
Pseudonupserha mediovittata là một loài bọ cánh cứng trong họ Cerambycidae.